# Melitón Lozoya
Meliton Lozoya Aguirre (1856 - 22 de noviembre de 1952) fue un administrador de fincas mexicano, dueño de la hacienda de Pancho Villa y conspirador en su asesinato. Lozoya  decidió participar en el asesinato de Villa después de que este exigiera que se le devolviera el dinero y los bienes del rancho que administraba después que Villa se hiciera de dicho rancho con bienes publicos. Algunos historiadores alegan que Lozoya planeó los detalles del asesinato de Villa y encontró a los hombres que lo llevaron a cabo.

## Vida personal
Lozoya nació en 1856 en Ganaceví, Durango; contrajo matrimonio el 13 de noviembre de 1884 en Balleza, Chihuahua con Amada Saenz Pardo Barraza y tendría 6 hijos con ella. Falleció el 22 de noviembre de 1952 en la Ciudad de México de causas naturales.

## Muerte de Pancho Villa
Pancho Villa fue emboscado y asesinado la tarde del 20 de julio de 1923, cuando se dirigía a una fiesta familiar en Hidalgo del Parral, Chihuahua.
Villa salió ese día 20 de julio de 1923 a las 8 de la mañana de la hacienda del Canutillo, Durango con destino a Parral, Chihuahua a una fiesta familiar. Le dijo a su chófer que él iba a conducir, tomando el asiento del conductor y subiendo al automóvil Dodge, la guardia que lo protegía y acompañaba. Avanzando por la Calle Benito Juárez, una vialidad recta de una extensión de entre 400 y 500 metros llegando hasta la curva con la calle Gabino Barreda en donde Villa, que iba manejando, bajó la velocidad del auto debido a la curva y a un gran charco de agua y lodo, momento que fue aprovechado por los asesinos, armados con rifles M-40, M-50 además de pistolas calibres 44 y 45 así como calibre 50, saliendo de la casa que se encontraba enfrente de la curva, acribillando a los pasajeros del automóvil. El general Pancho Villa recibió 16 disparos.
Jesús Salas Barraza, legislador estatal de Durango, es la otra figura central asociada a la muerte de Villa. Barraza se atribuyó toda la responsabilidad por la muerte de Villa, aunque se cree que el asesinato ocurrió como resultado de una conspiración bien planeada que involucró a Barraza y Lozoya, pero muy probablemente iniciada por Plutarco Elías Calles y Joaquín Amaro Domínguez
Se ha dicho que Álvaro Obregón había iniciado el plan de asesinato o al menos lo había aprobado tácitamente; sin embargo, se estima que Obregón y su gobierno si participaron en el asesinato y se ha alegado que miembros del Estado Mayor de la Secretaria de Guerra y Marina de México fueron parte de la cuadrilla de asesinos que abrió fuego. Más aún, se ha descubierto correspondencia fechada a 7 meses antes del asesinato entre Obregón y uno de sus generales en el cual se solicita una audiencia entre Lozoya y Obregón, aunque no se sabe a ciencia cierta si dicha reunión si tuvo lugar.
Después de reclamar la responsabilidad, Barraza reclamó que él y los conspiradores, incluidos Sáenz Pardo, Lozoya y Félix Lara, había visto los viajes diarios en automóvil de Villa y le pagó a un vendedor ambulante de semillas de calabaza para que esperara en la calle por donde pasaría Villa y gritar "¡Viva Villa!" una vez si Villa estaba sentado en la parte delantera del auto, o dos si estaba en la parte de atrás.